# Carassai

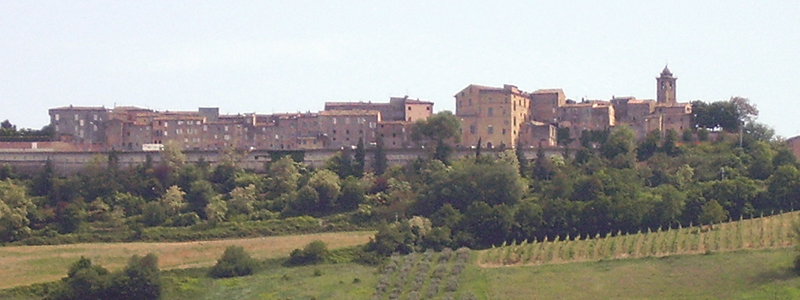
Panorama von Carassai

Carassai ist eine italienische Gemeinde (comune) mit 981 Einwohnern (Stand 31. Dezember 2023) in der Provinz Ascoli Piceno in den Marken. Die Gemeinde liegt etwa 21,5 Kilometer nordnordöstlich von Ascoli Piceno und grenzt unmittelbar an die Provinz Fermo. Der Aso bildet die nördliche Gemeindegrenze.